# Fritz Zorn
Fritz Zorn, pseudónimo de Fritz Angst (Meilen, 10 de abril de 1944-Zúrich, 2 de noviembre de 1976) fue un escritor suizo en lengua alemana conocido por sus memorias Bajo el signo de Marte.

## Biografía
Hijo de una familia de la alta burguesía y muy austera, su niñez y juventud se desarrollaron en la zona noble de Zúrich. Después del bachillerato, estudió filología alemana y lenguas románicas. Posteriormente obtuvo un doctorado.
Durante un periodo breve fue profesor hasta que su cáncer lo obligó a dejar su profesión. Entonces comenzó psicoterapia y escribió sus memorias Bajo el signo de Marte, cuyo título en alemán es Mars.
Terminó de escribir Bajo el signo de Marte en 1976, que fue publicado en alemán en 1977 y en francés en 1979. El libro tiene un prefacio del escritor Adolf Muschg. Zorn cuenta en su libro la historia de su cáncer, su vida de neurótico, su imposibilidad de comunicar y amar. También describe el aburrimiento que reina en Suiza. La publicación del libro suscitó una gran polémica en su país.
Su apellido, Angst, significa en castellano « angustia », mientras que su pseudónimo, Zorn, significa « ira ».